# Périer (metropolitana di Marsiglia)
Périer è una stazione della linea 2 della metropolitana di Marsiglia. È situata sotto avenue du Prado, nell'VIII arrondissement di Marsiglia.

## Storia
La stazione è stata aperta al traffico il 1º febbraio 1986.

## Interscambi
Nelle vicinanze della stazione effettuano fermata diverse linee di autobus urbani ed interurbani.
- Fermata autobus